# Saint-Donan
 Saint-Donan  (en bretón Sant-Donan) es una población y comuna francesa, situada en la región de Bretaña, departamento de Côtes-d'Armor, en el distrito de Saint-Brieuc y cantón de Ploufragan.

## Demografía
| 958 | 863 | 864 | 1074 | 1278 | 1347 |
| Para los censos de 1962 a 1999 la población legal corresponde a la población sin duplicidades (Fuente: INSEE [Consultar]) |     |     |      |      |      |